# Tegernseer Berge
Die Tegernseer Berge bilden eine Bergregion zwischen der Isar im Westen und dem Tegernsee sowie südlich des Tegernsees der Rottach, weißen Valepp und Grundache, im Osten und sind damit Teil der Bayerischen Voralpen. Die Tegernseer Berge bilden damit den westlichsten Bereich des Mangfallgebirges. Im Osten schließen die Schlierseer Berge, im Westen die Kocheler Berge an.
Die beiden höchsten Gipfel der Tegernseer Berge sind die Halserspitze (1862 m) und der Risserkogel (1826 m).
Bekannte Wanderziele sind der Schinder (1808 m), Hirschberg (1668 m), der Leonhardstein (1452 m) sowie der Fockenstein (1564 m). Klettergebiete sind das Massiv von Roßstein (1698 m) und Buchstein (1701 m), der Plankenstein (1768 m) sowie in geringerem Maße auch der Leonhardstein.